# Giacomo Colombo
Giacomo Colombo, detto Diego (Genova, 1º febbraio 1468 – Siviglia, 21 febbraio 1515), è stato un navigatore italiano.

## Biografia
Figlio di Domenico Colombo e Susanna Fontanarossa, era il fratello di Cristoforo e Bartolomeo Colombo con i quali navigò durante le varie spedizioni che condussero nel 1492 alla scoperta delle Americhe.